# Eois subtectata
Eois subtectata är en fjärilsart som beskrevs av Walker 1861. Eois subtectata ingår i släktet Eois och familjen mätare. Inga underarter finns listade i Catalogue of Life.